# بايبرد (محافظة)
محافظة بايبرد هي إحدى محافظات تركيا. عاصمتها مدينة بايبرد تبلغ مساحتها 4,043 كم2 ويبلغ عدد سكانها 97,358 نسمة كما يبلغ معدل الكثافة السكانية 24/كم2 تقع في شمال شرق تركيا.